# آمیگا سی‌دی۳۲
آمیگا سی‌دی۳۲ (به انگلیسی: Amiga CD32) با نام رمز Spellbound اولین کنسول بازی خانگی ۳۲ بیت است که در اروپای غربی، استرالیا، کانادا و برزیل عرضه شد. این کنسول برای اولین بار در "موزه علوم لندن" در کشور انگلستان و در تاریخ ۱۶ ژوئیه ۱۹۹۳ به معرض نمایش درآمد و در سپتامبر همان سال به بازار عرضه شد. «سی دی ۳۲» از رسانه سی دی-رام به عنوان مدیا استفاده می‌کند و توسط شرکت کمودور (خالق رایانه خانگی مشهور کمودور ۶۴) تولید گردیده. این کنسول بر پایه تراشه «اِی جی اِی» و مشابه ساختار رایانه خانگی آمیگا ۱۲۰۰ طراحی شده‌است. با استفاده از تولیدات شرکت‌های «طرف سوم» امکان ارتقاء و استفاده از صفحه کلید، فلاپی دیسک، دیسک سخت، حافظه رَم و ماوس برای این کنسول وجود دارد که تقریباً این دستگاه تبدیل به یک آمیگا ۱۲۰۰ می‌شود. یک سخت‌افزار جهت پخش فایل‌های امپگ موجود در «ویدئو سی دی» نیز برای این دستگاه عرضه شد. در طول کریسمس سالی که «آمیگا سی دی ۳۲» در آن عرضه شد، میزان فروش این کنسول در بریتانیا برابر با ۳۸ درصد کل دستگاه‌های دارای سی دی و بسیار بیشتر از کنسول «مگا-سی دی» بود. اما به زودی این برتری زودگذر توسط کنسول‌های «سی دی» دار دیگر شرکت‌ها رو به کاهش گذاشت و در نهایت منجر به ورشکست شدن شرکت سازنده‌اش (کمودور) گردید.

## عرضه کنسول
آمیگا سی دی ۳۲ در کانادا عرضه شد و قرار بود در ایالات متحده آمریکا نیز عرضه گردد. کمودور قصد داشت محصول خود را در فوریه یا اوایل مارس ۱۹۹۴ در آمریکا و با قیمت ۳۹۹ دلار به همراه دو بسته بازی (پین بال فانتازی و اسلیپ‌واکر) روانه بازار کند. اما عرضه کنسول در آمریکا به دلیل جریمه ۱۰ میلیون دلاری شرکت کمودور بخاطر نقض حق کپی رایت استفاده از اختراع ثبت شده شرکت Cad Track به بن‌بست خورد و یکی از دادگاه‌های فدرال حکمی مبنی بر عدم ورود هرگونه محصولات شرکت کمودور به خاک ایالات متحده را به تصویب رساند. کمودور کنسول‌های مورد نیاز بازار آمریکا را در کشور فیلیپین ساخته بود، اما پس از حکم دادگاه و عدم ورود کنسول‌ها به آمریکا، کنسول‌های تولیدی در فیلیپین باقی ماند و پس از ورشکستگی به عنوان تسویه بخشی از بدهی‌های شرکت استفاده شد. پس از مدت کوتاهی از اجرای حکم دادگاه فدرال، کمودور ورشکسته شد و کنسول بازی آمیگا سی دی ۳۲ هرگز به‌طور رسمی در آمریکا عرضه نشد. با این حال مدل‌هایی از این دستگاه از طریق مرز کانادا وارد خاک آمریکا شد و در بسیاری از فروشگاه‌های آمریکایی به فروش گذاشته شد (بیشتر مغازه‌های فروش پستی). در طول مدت زمان نسبتاً طولانی مراحل ورشکستگی شرکت، شعبه بریتانیا کمودور تعدادی قطعه سخت‌افزاری و نرم‌افزار شامل «ماجول پخش ویدئو امپگ» (که به صورت رسمی توسط کمودور اینترنشنال منتشر نشده بودند) را برای بازار آمریکا عرضه نمود.
در هنگام عرضه، شرکت کمودور برای این کنسول شعار "اولین کنسول ۳۲ بیتی دنیا" را انتخاب کرد. با وجود اینکه این محصول واقعاً اولین کنسول واقعی ۳۲ بیت عرضه شده در اروپا و آمریکای شمالی بود، اما پس از حدود هفت ماه در بازار فروش، توسط کنسول «اف ام تاونز مارتی» (محصول شرکت فوجیتسو که فقط در ژاپن عرضه شد) شکست خورد. این در حالی است که سی پی یو کنسول آمیگا سی دی ۳۲ (موتورولا 68EC020) دارای خطوط انتقال داده ۳۲ بیتی داخلی و خارجی است، ولی کنسول «اف ام تاونز مارتی» دارای یک سی پی یو «اینتل ۳۸۶ اس‌ایکس» می‌باشد و خط انتقال داده خارجی آن ۱۶ بیت بوده‌است.
در نهایت کمودور به دلیل مشکلات پیش آمده در بازار آمریکا نتوانست به خواسته خود مبنی بر عرضه چشمگیر کنسول برسد از طرفی فروش کنسول در اروپا نیز به اندازه‌ای نبود که بتواند باعث نجات کمودور شود و در آوریل ۱۹۹۴ شرکت کمودور اینترنشنال به مرز ورشکستگی رسید و منجر به قطع تولید این کنسول (تنها چند ماه پس از آغاز تولید) شد. در طول حیات کوتاه کنسول آمیگا سی دی ۳۲، طبق برآوردها تعداد ۱۰۰٬۰۰۰ دستگاه از این محصول در اروپا فروخته شد.

## اطلاعات فنی
| ویژگی                   | مشخصات |
| ----------------------- | --- |
| واحد پردازش مرکزی       | موتورولا 68EC020 در سرعت ۱۴٫۳۲ مگاهرتز (ان تی اس سی) یا ۱۴٫۱۸ مگاهرتز (پال) |
| حافظه رَم                | ۲ مگابایت به صورت تراشه چیپ رَم |

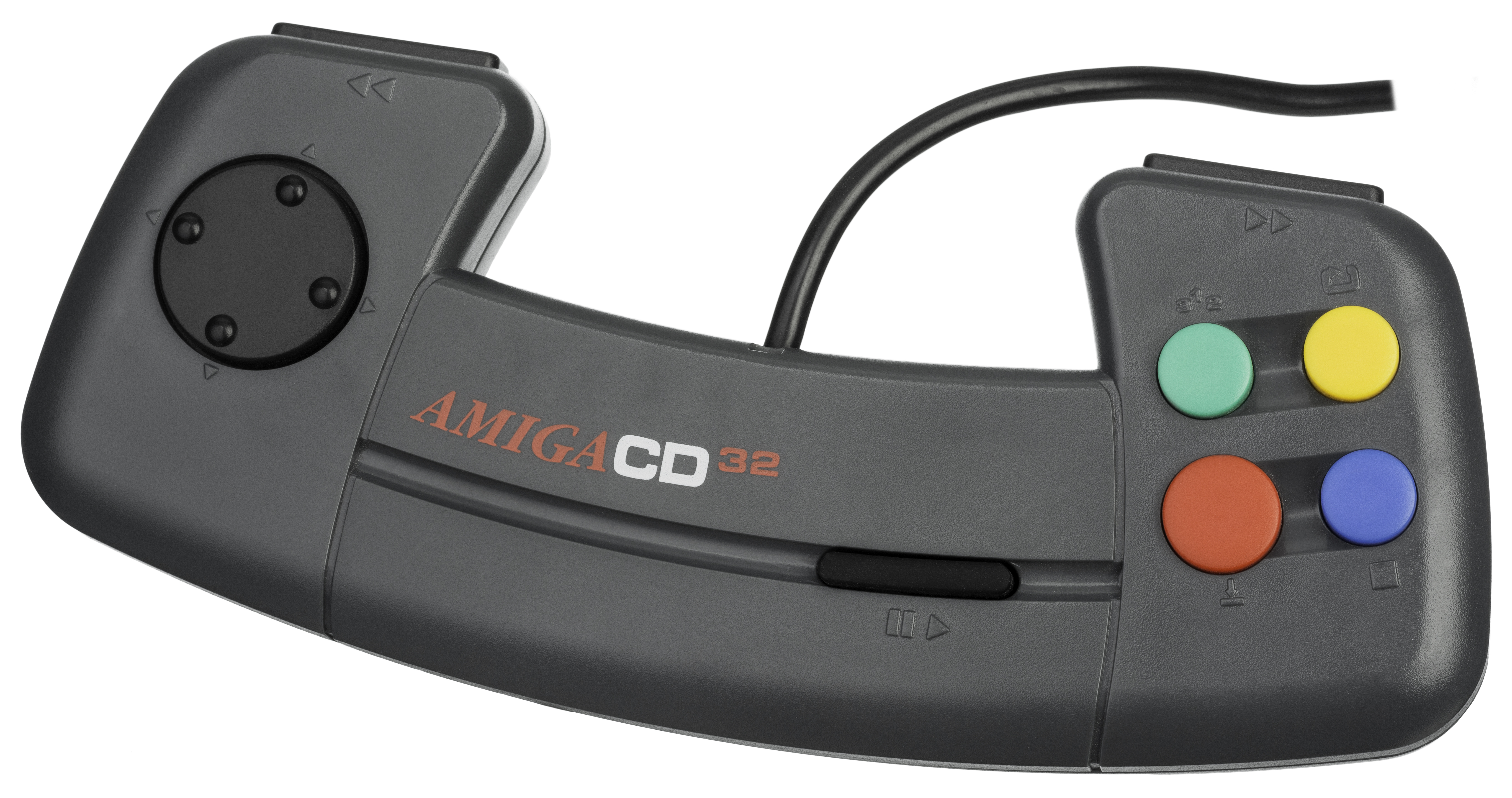
کنترلر آمیگا سی دی ۳۲

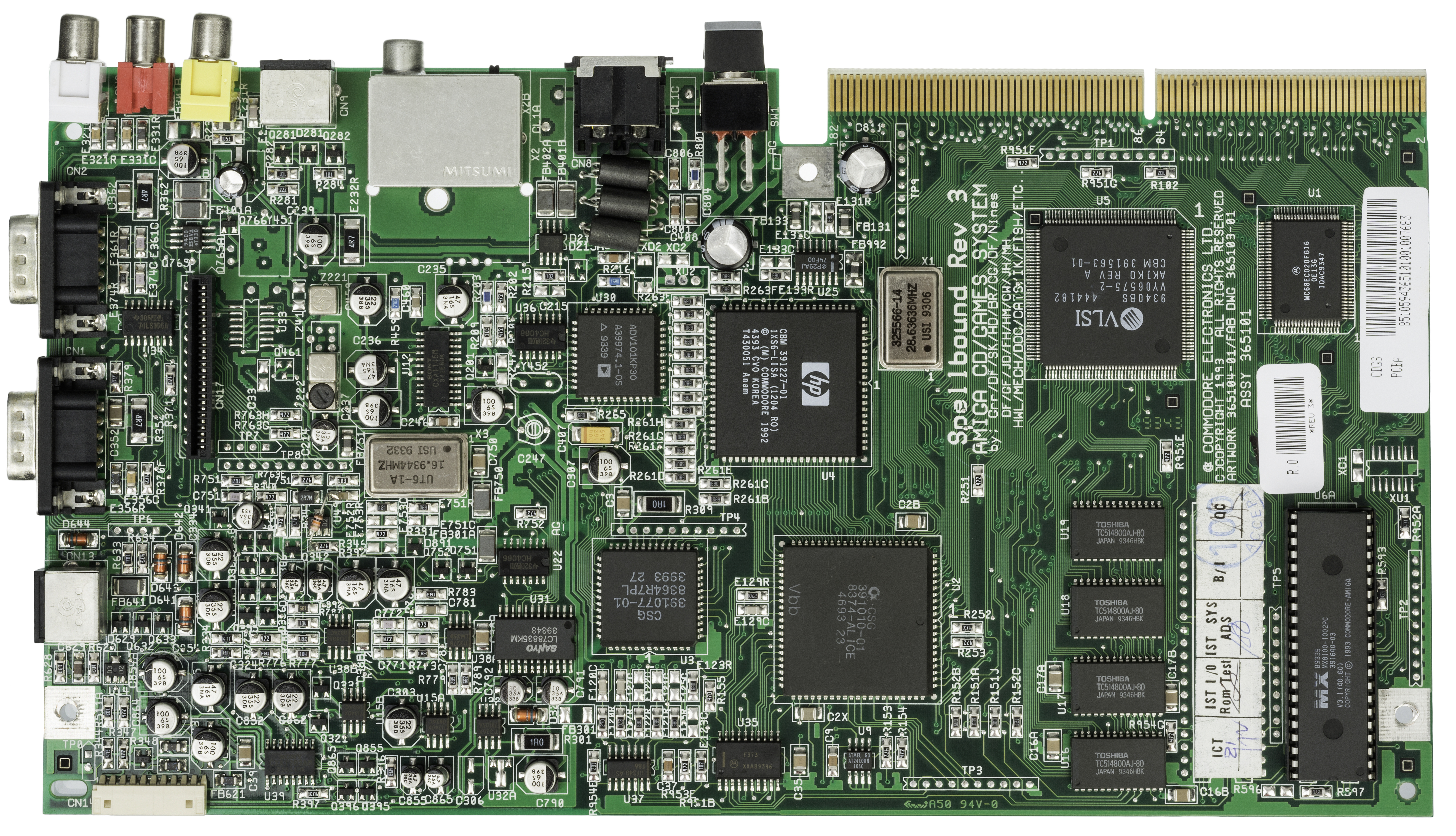
مادربورد آمیگا سی دی ۳۲

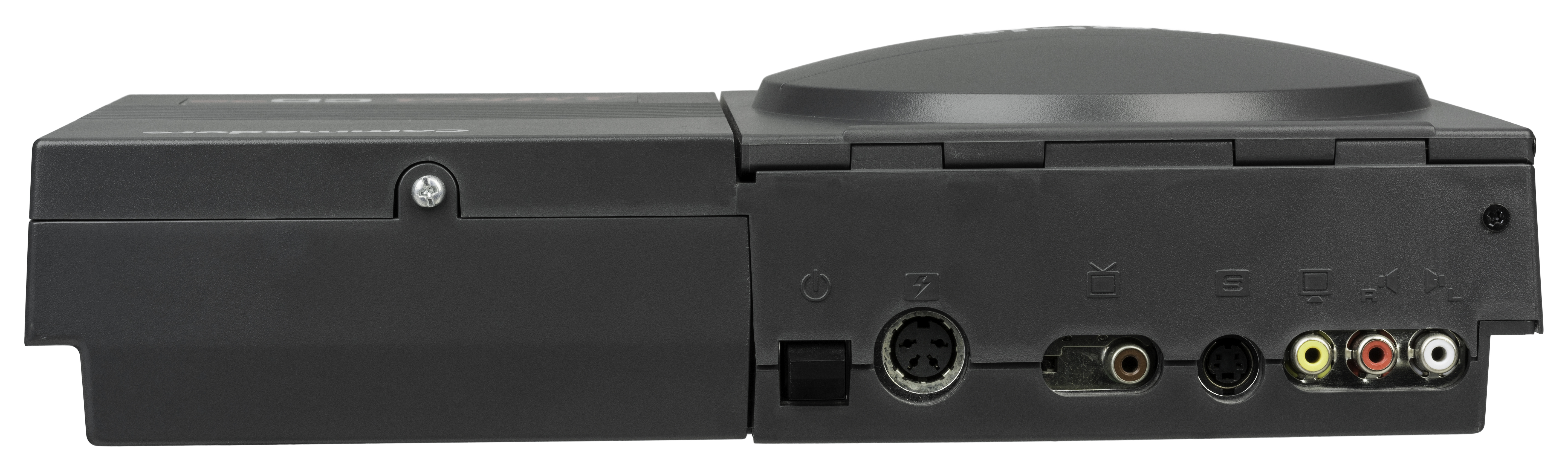
نمای پشت آمیگا سی دی ۳۲

| حافظه رام               | ۱ مگابایت کیک استارت رام با فریمور «سی‌دی۳۲» ۱ کیلوبایت حافظه غیرفرّار ای‌ای‌پی‌رام جهت ذخیره بازی‌ها |
| چیپ ست                  | «ای جی ای» چیپست اضافه شونده Akiko (کنترل‌کننده سی‌دی-رام و تبدیل حالت گرافیکی Packed pixel به planar) |
| ویدئو                   | پلت رنگ ۲۴ بیتی (۱۶٫۸ میلیون رنگ) نمایش حداکثر ۲۵۶ رنگ همزمان در حالت‌های خاص نمایش ۲۶۲٬۱۴۴ رنگ همزمان در حالت گرافیکی HAM-8 - ۳۲۰×۲۰۰ به ۱۲۸۰×۴۰۰i (ان تی اس سی) - ۳۲۰×۲۵۶ به ۱۲۸۰×۵۱۲i (پال) |
| صدا                     | ۴ کانال ۸ بیت PCM (دو کانال استریو) ۲۸ کیلوهرتز حداکثر سمپل ریت |
| حافظه ذخیره‌سازی جداشدنی | گرداننده سی‌دی-رام دو سرعته (۳۰۰ کیلوبیت بر ثانیه) به همراه کنترلر اختصاصی پاناسونیک |
| درگاه‌های ورودی/خروجی    | جلوی کنسول: - ورودی هدفون ۳٫۵ میلی‌متری (رابط تی‌آراس) با کنترل‌کننده میزان صدا قسمت چپ کنسول (از چپ به راست): - دو عدد درگاه ورودی ماوس و جوی استیک (DE9) - درگاه سریال AUX RS-232 جهت اتصال صفحه کلید و غیره (رابط مینی-دی‌آی‌ان ۶ پین) پشت کنسول (از چپ به راست): - شیار توسعه در پشت یک صفحه - دکمه خاموش و روشن نمودن کنسول - ورودی برق دستگاه برای +۵ ولت جریان مستقیم ۲٫۲ آمپر و +۱۲ ولت جریان مستقیم ۵۰۰ میلی آمپر (رابط دی‌آی‌ان ۴ پین) - خروجی صوت/تصویر جهت پخش در تلویزیون به همراه تنظیم‌کننده کانال - خروجی S-Video (رابط مینی-دی‌آی‌ان ۴ پین) البته در کشور فرانسه این رابط به صورت ۸ پین است به علاوه سیگنال‌های ویدئویی RGB - خروجی ویدئوی کامپوزیت (رابط آرسی‌ای) - ۲ خروجی صوت چپ و راست (رابط آرسی‌ای) |
| شیارهای توسعه           | سوکت ۱۸۲ پین قابل توسعه جهت اضافه نمودن کارتریج دکودر MPEG یا دستگاه‌های غیررسمی مانند SX-1 و SX32 |
| سیستم عامل              | آمیگااواس ۳٫۱ (کیک‌استارت ۳٫۱ و فریمور «سی‌دی۳۲» ۳٫۱) |

## لوازم جانبی
کنسول آمیگا سی دی ۳۲ قابلیت ارتقاء و گسترش توسط لوازم زیر را دارد (لوازم زیر توسط شرکت‌های «طرف سوم» تولید شده‌اند و رسماً توسط کمودور عرضه نشده‌اند):
پروماجول، پاراویژن اس‌اکس-۱ و DCE SX-32 (که می‌توانند شامل سی پی یو موتورولا ۶۸۰۳۰ هم باشند)
این لوازم باعث افزایش کارایی و ظرفیت آمیگا سی دی ۳۲ می‌شوند و اجازه اضافه شدن سخت‌افزارهای بیشتری را به این کنسول می‌دهند، از جمله: گرداننده فلاپی دیسک ۳٫۵ اینچ خارجی، دیسک سخت و صفحه کلید استاندارد «آی بی ام». با استفاده از این ملحقات کاربر می‌تواند کنسول آمیگا سی دی ۳۲ خود را تبدیل به رایانه آمیگا ۱۲۰۰ نماید. البته اضافه کردن Paravision SX-1 به کنسول مشکلاتی نیز به همراه دارد و اگر به درستی نصب نگردد ممکن است باعث هنگ کردن سیستم شود، این مشکل در پک توسعه DCE SX-32 حل گردیده (پک DCE SX-32 شامل یک تراشه موتورولا ۶۸۰۳۰ با سرعت ۲۵ مگاهرتز می‌باشد)
شرکت کمودور جهت جلوگیری از تکرار اشتباه تبدیل این دستگاه به یک آمیگا ۱۲۰۰ توسعه یافته، به‌طور رسمی اقدام به عرضه و پشتیبانی سخت‌افزاری از این کنسول را ننمود. یکی از آخرین سخت‌افزارهای طراحی شده برای آمیگا ۱۲۰۰ توسط کمودور، یک درایو خارجی «سی دی-رام» با چیپست «آکیکو» بود که آمیگا ۱۲۰۰ را با کنسول سی دی ۳۲ سازگار می‌نماید.
با توجه به کنترلر ویژه این دستگاه، آمیگا سی دی۳۲ همچنان با کنترلرهای ۹ پین قدیمی دهه هشتاد و نود میلادی (از جمله کنترلر سگا مگا درایو، سگا مستر سیستم و تمام جوی استیک‌های کمودور ۶۴ و حتی ماوس آمیگا) سازگاری دارد
سی دی‌های این کنسول بر طبق استاندارد سیستم فایل «ایزو ۹۶۶۰ مرحله ۲، مُد ۱» تولید گردیده‌اند و از ملحقات Ridge و Joliet ایزو ۹۶۶۰ پشتیبانی نمی‌کنند.

## نرم‌افزار
اگر این کنسول بدون قرار دادن سی دی روشن شود، یک صفحه با ستون‌های رنگی بر روی صفحه تلویزیون ظاهر خواهد شد که همزمان یک نت موسیقی را نیز می‌نوازد. پس از اتمام پخش نت موسیقی، کاربر می‌تواند با فشردن دکمه آبی روی جوی استیک وارد منوی انتخاب زبان شود. کاربر همچنین می‌تواند با زدن دکمه قرمز رنگ، وارد منویی شود که محتویات حافظه رام فلش کنسول را ببیند. برخلاف بسیاری از کنسول‌ها، این منو اجازه حذف آیتم‌های خود را به کاربر نمی‌دهد، در عوض هنگام پر شدن فضای حافظه، محتویات جدید به‌طور اتوماتیک جایگزین محتویات قدیمی تر می‌شوند. این منو همچنین به کاربر این اجازه را می‌دهد که در صورت تمایل آیتم مورد نظر خود را قفل کند تا سیستم نتواند بر روی آن بازنویسی نماید.
مجموعه پکیج کنسول آمیگا سی دی ۳۲ در هنگام عرضه شامل دو بازی بود، Diggers یک بازی جدید از شرکت «میلنیوم اینتراکتیو» و بازی «اُسکار» محصول «فلِیر سافت ویر». بعد از مدتی پک‌های عرضه کنسول به همراه یک بازی مبارزه‌ای دو نفره به نام Dangerous Streets محصول شرکت کمودور عرضه شد که بازتاب بسیار منفی بین منتقدان و خبرگزاری‌ها داشت. بسیاری از منتقدان نمره پایین و بسیار ضعیفی را به بازی Dangerous Streets دادند (مجله «آمیگا پاور» به بازی فقط نمره ۳٪ داد) و اظهار داشتند که کمودور برای معرفی محصول خود از بدترین بازی ممکن استفاده کرده‌است.
کنسول سی دی ۳۲ قابلیت اجرای بسیاری از عناوین تولید شده برای دستگاه مولتی مدیای «کمودور سی‌دی‌تی‌وی» را دارد، اما به دلیل تفاوت سرعت سی پی یو و نسخه «کیک استارت» تعدادی از عناوین اولیه «کمودور سی‌دی‌تی‌وی» غیرقابل اجرا هستند. بسیاری از بازی‌های منتشر شده برای آمیگا سی دی ۳۲، فقط یک پورت ساده از بازی‌های موجود در بازار برای رایانه‌های قبلی آمیگا هستند. یکی از فواید این مورد سازگاری اکثر بازی‌ها از استفاده ماوس (در پورت ۲) و جوی استیک (پورت ۱) یا صفحه کلید آمیگا (پورت AUX) می‌باشد.
مانند بسیاری از رایانه‌های آمیگا، این کنسول نیز دارای یک منوی بوت مخفی است که با فشردن همزمان هر دو دکمه ماوس توسط کاربر در هنگام راه‌اندازی، پدیدار می‌شود. اغلب گزینه‌های موجود در این منو مورد استفاده‌ای در کنسول سی دی ۳۲ ندارند، اما از طریق این منو کاربر قادر به انتخاب راه‌اندازی کنسول در حالت «پال» یا «ان تی اس سی» است. این انتخاب از آن جهت مهم است که برخی از بازی‌ها در غیر حالت مناسب قابل اجرا نیستند و بسیاری از بازی‌ها هم مشخص نمی‌کنند که برای کدام حالت ویدئویی ساخته شده‌اند. این منو فقط اجازه انتخاب حالت خروجی ویدئو کنسول را بین ۷۰ هرتز یا ۵۰ هرتز را به کاربر می‌دهد. اگر یک کنسول «پال» در حالت NTSC راه‌اندازی گردد، همچنان از روش انکود کردن حالت پال برای نمایش رنگ‌ها استفاده می‌کند و نتیجه آن معمولاً پخش تصاویر سیاه و سفید هنگام اتصال به تلویزیون‌های NTSC خواهد بود.

## موارد استفاده قابل توجه
در سال ۱۹۹۳ میلادی، تعداد ۱۰۹ عدد از کنسول سی دی ۳۲ برای نمایش‌های اینتراکتیو در «موزه حمل و نقل لندن» و محله کاونت گاردن به نمایش درآمدند. این نمایش‌ها شامل پخش اطلاعات، انیمیشن‌ها، تصاویر و متون گوناگون به زبان‌های مختلف بود.
در سال ۱۹۹۵ یک شرکت ایتالیایی به نام «سی دی اکسپرس» از کنسول آمیگا سی دی ۳۲ به عنوان پایه یک دستگاه آرکید بازی با نام «کوبو سی دی ۳۲» استفاده کرد. داخل کابینت‌های این دستگاه آرکید، تعدادی دستگاه آمیگا سی دی ۳۲ وجود دارند که با بردهای مدارچاپی خاصی در ارتباط هستند. (این بردها مانند یک کانکتور عمل می‌کنند و عمل ارتباط دادن خروجی و ورودی کنسول را به کانکتور استاندارد JAMMA انجام می‌دهند) نرم‌افزار این دستگاه آرکید بر روی سی دی-رام قرار دارد و شامل ۹ بازی می‌باشند که توسط شرکت «سی دی اکسپرس» ساخته شده‌اند.
در اواسط دهه ۹۰ میلادی و در کشور کانادا، تعدادی از این کنسول‌ها در وسایل نقلیه نصب گردیدند تا از آن‌ها جهت آزمایش‌های رانندگی به صورت اینتراکتیو استفاده کنند
در اواخر دهه ۹۰ و اوایل ۲۰۰۰ میلادی، شرکت «استارگیمز» (سازنده اسلات ماشین‌های مورد استفاده در کازینو) از مادربوردهای کنسول سی دی ۳۲ در ماشین هایشان استفاده کردند. دستگاه‌هایی که با سخت‌افزار این کنسول توانستند مورد بهره‌برداری قرار بگیرند عبارت بودند از: Hawaiian Delight, Leprechaun Luck, و Mister Magic
از سال ۱۹۹۴ تا ۱۹۹۷ مؤسسه «سیلوان لرنینگ استریت» در مراکز آموزشی خود در وال استریت از سیستم‌های سی دی ۳۲ استفاده می‌کرد. قابلیت‌های این سیستم آموزشی شامل نرم‌افزاری با توانایی شناخت تُن صدا، فعالیت‌های تعاملی و افزایش کانون توجه کاربر در امر شنیداری، بود. این کنسول‌ها دارای یک گرداننده فلاپی دیسک و یک واحد زمان‌سنج برای ذخیره نمودن پیشرفت دانش آموزان و به اشتراک گذاری آن‌ها با اساتید مؤسسه، بودند. اطلاعات در دیتابیس مرکزی ذخیره شده و سیستم، یک محیط مولتی مدیای آماری را به کاربران ارائه می‌دهد. بعد از مدتی این کنسول‌ها با رایانه‌های شخصی جایگزین شدند.
در سال ۱۹۹۵ نیز کمپانی Taurus Ventures در Burnaby اقدام به تأسیس یک سیستم تلویزیونی مستقیم به نام VanCity Direct TV برای اعضای خود نمود که برپایه کنسول‌های آمیگا سی دی ۳۲ بنا شده بود.

## همسنگ‌های انگلیسی
1. ↑  third party
2. ↑  MPEG
3. ↑  Video CD
4. ↑  Pinball Fantasies
5. ↑  Sleepwalker
6. ↑  MPEG Video Module
7. ↑  the world's first 32-bit CD games console
8. ↑  FM Towns Marty
9. ↑  Intel 80386SX
10. ↑  Advanced Graphics Architecture
11. ↑  ProModule
12. ↑  Paravision SX-1
13. ↑  Akiko
14. ↑  ISO 9660 level2, mode1
15. ↑  Flash ROM
16. ↑  bundle
17. ↑  Millennium Interactive
18. ↑  Oscar
19. ↑  Flair Software
20. ↑  Amiga Power
21. ↑  Kickstart
22. ↑  London Transport Museum
23. ↑  CD Express
24. ↑  CUBO CD32
25. ↑  StarGames
26. ↑  slot machine
27. ↑  Sylvan Learning Systems